# Gare de Montviron - Sartilly
La gare de Montviron - Sartilly est une gare ferroviaire française (fermée) de la ligne de Lison à Lamballe, située sur le territoire de la commune de Montviron, à proximité de Sartilly, dans le département de la Manche en région Normandie.

## Situation ferroviaire
Établie à 91 mètres d'altitude, la gare de Montviron - Sartilly est située au point kilométrique (PK) 86,407 de la ligne de Lison à Lamballe, entre les gares de La Haye-Pesnel - La Lucerne (fermée) et d'Avranches (ouverte).

## Histoire
Fin juin 1944, un convoi militaire allemand est mitraillé par quelques chasseurs alliés (peut-être des P 51 D). 50 ans après cet évènement des douilles de calibre 12.7 spécifiques à ces armes montées sur les avions américains, ont été retrouvées aux alentours.
En 1957, c'est une gare de la région Ouest de la SNCF, qui dispose d'un bâtiment voyageurs et de voies de service.
Elle est désaffectée depuis 1976, le bâtiment a été vendu à un particulier. L'ancienne halle à marchandises a été détruite au début des années 2000 pour faire place à une déchèterie.

## Service des voyageurs
Gare fermée.